# Terebra hemphilli
Terebra hemphilli är en snäckart som beskrevs av Vanatta 1924. Terebra hemphilli ingår i släktet Terebra och familjen Terebridae. Inga underarter finns listade i Catalogue of Life.